# Ceropteris pallescens
Ceropteris pallescens là một loài dương xỉ trong họ Pteridaceae. Loài này được F mô tả khoa học đầu tiên.
Danh pháp khoa học của loài này chưa được làm sáng tỏ. 